# Girlfriend (canción de Charlie Puth)
«Girlfriend» es una canción del cantante británico Charlie Puth, fue publicada como sencillo independiente el 25 de junio de 2020.

## Antecedentes
La canción fue escrita por Charlie Puth y Jacob Kasher Hindlin, mientras Puth se encontraba en el "Voicenotes Tour" y atribuyéndole al cantante Prince la inspiración para crear la canción.
Puth anunció la canción en sus redes sociales el 22 de junio de 2020.
Confesó en Twitter que es una de sus composiciones favoritas.